# صندوق الأمة
صندوق الأمة العربي أو بنك الأمة العربي كانت هيئة قومية مركزها القدس ومبدؤها الأساسي حفظ أراضي فلسطين المقدسة بأيدي أصحابها العرب من مسلمين ومسيحيين، وصد الغارة الصهيونية عنها لتبقى لهذه الديار المقدسة صبغتها الإسلامية والمسيحية والعربية، وقد تاسس الصندوق في عام 1931، ثم اعيد تشكيله في عام 1935 وقد تالفت هذه الهيئة على صورة (شركة محدودة الضمان ليس لها رأس مال مقسم إلى أسهم) ولم تكد إدارة صندوق الأمة تباشر أعمالها مدة يسيرة، حتى فوجئت بالإضراب العام ونشوب الثورة فيها سنة 1936 إلى سنة 1939 فتوقفت أعمال صندوق الأمة بسبب اشتعال نيران الثورة بالنظر لنفي سماحة المفتي الأكبر الحاج أمين الحسيني رئيس الهيئة
العربية العليا وإخوانه أعضاؤها الأحرار المجاهدون ورجالات فلسطين وإبعادهم عن الديار، والقبض على الكثيرين منهم وإبقائهم في غياهب السجون وأماكن الاعتقال واستمرار ثورة فلسطين الدامية سنين عديدة.
وفي أوائل سنة 1940 عادت إدارة صندوق الأمة للعمل وما برحت أعمالها تمتد وتتوسع مقترنة بالنجاح، وفي أواخر سنة 1943 ازداد نشاطها حيث عدل نظام صندوق الأمة وألّف مجلس الإدارة من واحد وأربعين عضواً من مختلف أنحاء فلسطين برئاسة عطوفة أحمد حلمي باشا رئيس بنك الأمة العربية وعضو الهيئة العربية العليا وانتخب له لجان ومكاتب فرعية في القدس ويافا وحيفا والخليل وغزة وطولكرم والمجدل وبئر السبع والرملة واللد وعكا وصفد والناصرة وطبريا وبيسان وجنين وفي كثير من القرى في أنحاء فلسطين .
هدف صندوق الأمة وغايته وهدف صندوق الأمة وغايته الأساسية هو وفروعه ولجانه العمل باستمرار لحفظ أرض
الوطن للعرب وليس له اية غاية حزبية بل روعي في تأليف مجلس الإدارة وفي اللجان أن تكون
قومية خالصة بعيدة عن الحزبية.
شعار صندوق الأمة
وشعار صندوق الأمة هو (احتفظوا بالأرض) وقد بذلت إدارة الصندوق أقصى الجهود في سبيل الدعوة إلى جعل هذا الشعار مبدأ عاماً وعقيدة وطنية يؤمن بها الجميع.
وقد بلغت مساحات الأراضي التي اشتراها صندوق الأمة الآف الدونمات في مختلف أنحاء فلسطين. وكانت كلها مهددة بخطر التسرب لأيدي الصهاينة وأعداء البلاد، وإنقاذ آلاف الدونمات بإيجاد المشترين الوطنيين من العرب، وحل مئات الخلافات بين المزارعين وأصحاب الأراضي في جميع أنحاء فلسطين، وساعدت إدارة صندوق الأمة عدداً كبيراً من أصحاب الأراضي التي كانت تحت الدعاوي بين العرب واليهود، فوكلت المحامين وناصرت العرب في المحاكم بداية واستئنافاً، وأنقذت آلاف الدونمات بمختلف المساعي المشروعة، وقد كان من أهم مقررات مجلس إدارة صندوق الأمة إنشاء غابات في أراضي الصندوق بفلسطين، بأسماء أصحاب الجلالة والفخامة
ملوك العرب ورؤساء جمهورياتهم وزعماء ورجالات الأمة العربية، تنويهاً بما لهم من أياد مشكورة على قضية فلسطين، وإيذاناً بأن أرض فلسطين جميعها للعرب كافة لا لعرب فلسطين خاصة ولتخليد الذكرى على مدى العصور بحول الله وعنايته.
في 4 أبريل 1947 تولى السياسي الفلسطيني سليم الحاج إبراهيم منصب المدير العام للصندوق بعد موافقة أعضاء مجلس إدارة الصندوق بالإجماع على تكليفه بهذا المنصب خلال الاجتماع الذي عُقد في ذلك اليوم في دار الصندوق في القدس برئاسة أحمد حلمي عبد الباقي.